# Tommy Tobar
Tommy Tobar Reyes (San Andrés, Colombia; 21 de noviembre de 1986) es un futbolista colombiano. Juega como delantero. Actualmente milita en Nacional Potosí de la Primera División de Bolivia. Su padre Jairo Tobar Bernard fue boxeador profesional llegando a ser campeón en varias ocasiones.

## Trayectoria

### Pumas de Casanare
En el año 2002 fue visto por un cazatalentos, el cual le sacó de su Isla para darlo a conocer en el fútbol profesional colombiano en el recién fundado Pumas de Casanare. Allí con tan solo 16 años de edad debutó como profesional en la segunda división de Colombia, en dicha temporada disputaría 18 partidos en los que convirtió 2 anotaciones. 

### Millonarios
Pocos años después llega a las Divisiones menores de Millonarios  donde da a conocer sus principales características, rapidez, fuerza, potencia y su gran deseo de gol. Su proceso formativito lo termino de realizar precisamente en este equipo hasta alcanzar el plantel profesional junto con su vecino en San Andrés, Cristian Arévalo .
En las inferiores fue goleador, aún en torneos amistosos internacionales como la Copa Telmex jugada a finales del 2007 en Bogotá. Tras tres temporadas y media y dos cesiones en el Bogotá FC y el Girardot FC, y con poco rodaje en el equipo emabajador el entrenador argentino Mario Vanemerack le comunica que no iba a contar con él.

### Girardot FC
En ese año, el 2007 fue cedido en préstamo al Girardot FC de la Categoría Primera B. Ha regresado a Millonarios para la temporada 2008. Tras terminar como agente libre ficha con el Deportes Palmira.

### Pacífico FC
En el primer semestre de 2011 jugó con el Pacífico F.C. de Buenaventura. Tommy, terminó marcando 11 goles en el Torneo Apertura de la Primera B,
gracias a esto fue galardonado con el premio a máximo goleador del certamen en este año.

### Cúcuta Deportivo
Posteriormente, en agosto, es confirmado como refuerzo para el Cúcuta Deportivo.

### Cortulua
Para la temporada 2013 llega a reforzar al Cortuluá en la segunda división.

### Atlético Bucaramanga
En el segundo semestre de 2014 jugó con el Atlético Bucaramanga de la segunda división convirtiéndose en el goleador de su equipo.

### Nacional Potosí
Para mitad del 2015 llega a Nacional Potosí de la Liga del Fútbol Profesional Boliviano.

Se iría a mitad del 2016 como el goleador del equipo con 17 goles en 42 partidos disputados teniendo una de sus mejores rachas.

### Al-Shamal SC
El 14 de julio de 2016 es presentado como nuevo jugador del Al-Shamal SC de la Segunda División de Catar.

### Carabobo FC
El 16 de febrero de 2017 es presentado como nuevo jugador del Carabobo Fútbol Club de la Primera División de Venezuela. Y consiguiendo marcar un gol en su debut el 28 de febrero ante Atlético Socopó cerrando la victoria de su equipo por 3-1. Jugó la Copa Libertadores 2018, siendo eliminado por Club Guaraní.
El 18 de febrero del 2018 marca los dos goles de su equipo en la victoria 2 por 0 como visitantes en casa del Zamora FC saliendo como la figura del partido, el 26 del mismo mes vuelve y marca dos goles en la victoria 3 a 2 sobre el Zulia FC.

### Al-Ittihad Kalba SC
En septiembre de 2018 se hizo oficial su llegada al Al-Ittihad Kalba SC de los Emiratos Árabes Unidos.

## Estadísticas
| Club                                | Div.                | Temporada           | Liga  | Liga  | Copas | Copas | Internacional | Internacional | Total | Total | Prom. · |
| Club                                | Div.                | Temporada           | Part. | Goles | Part. | Goles | Part.         | Goles         | Part. | Goles | Prom. · |
| ----------------------------------- | ------------------- | ------------------- | ----- | ----- | ----- | ----- | ------------- | ------------- | ----- | ----- | ------- |
| Pumas de Casanare · Colombia        | 2ª                  | 2004                | 18    | 2     | -     | -     | -             | -             | 18    | 2     | 0,11    |
| Pumas de Casanare · Colombia        | Total               | Total               | 18    | 2     | 0     | 0     | 0             | 0             | 18    | 2     | 0,11    |
| Millonarios · Colombia              | 1ª                  | 2006                | 3     | 0     | -     | -     | -             | -             | 3     | 0     | 0,00    |
| Bogotá FC · Colombia                | 2ª                  | 2007                | 17    | 4     | -     | -     | -             | -             | 17    | 4     | 0,23    |
| Bogotá FC · Colombia                | Total               | Total               | 17    | 4     | 0     | 0     | 0             | 0             | 17    | 4     | 0,23    |
| Girardot FC · Colombia              | 2ª                  | 2008                | 17    | 4     | -     | -     | -             | -             | 17    | 4     | 0,23    |
| Girardot FC · Colombia              | Total               | Total               | 17    | 4     | 0     | 0     | 0             | 0             | 17    | 4     | 0,23    |
| Millonarios · Colombia              | 1ª                  | 2008                | 3     | 0     | -     | -     | -             | -             | 3     | 0     | 0,00    |
| Millonarios · Colombia              | Total               | Total               | 6     | 0     | 0     | 0     | 0             | 0             | 6     | 0     | 0,0     |
| Deportes Palmira · Colombia         | 2ª                  | 2009                | 10    | 4     | -     | -     | -             | -             | 10    | 4     | 0,40    |
| Deportes Palmira · Colombia         | Total               | Total               | 10    | 4     | 0     | 0     | 0             | 0             | 10    | 4     | 0,40    |
| Pacífico de Buenaventura · Colombia | 2ª                  | 2009                | 24    | 12    | 3     | 3     | -             | -             | 27    | 15    | 0,45    |
| Pacífico de Buenaventura · Colombia | Total               | Total               | 24    | 12    | 3     | 3     | 0             | 0             | 27    | 15    | 0,45    |
| Cúcuta Deportivo · Colombia         | 1ª                  | 2011                | 14    | 4     | 0     | 0     | -             | -             | 14    | 4     | 0,28    |
| Cúcuta Deportivo · Colombia         | 1ª                  | 2012                | 7     | 0     | 4     | 1     | -             | -             | 11    | 1     | 0,09    |
| Cúcuta Deportivo · Colombia         | Total               | Total               | 21    | 4     | 4     | 1     | 0             | 0             | 25    | 5     | 0,20    |
| Sucre FC · Colombia                 | 2ª                  | 2012                | 13    | 1     | -     | -     | -             | -             | 13    | 1     | 0,07    |
| Sucre FC · Colombia                 | Total               | Total               | 13    | 1     | 0     | 0     | 0             | 0             | 13    | 1     | 0,07    |
| Cortuluá · Colombia                 | 1ª                  | 2013                | 36    | 7     | 4     | 1     | -             | -             | 40    | 8     | 0,20    |
| Cortuluá · Colombia                 | Total               | Total               | 36    | 7     | 4     | 1     | 0             | 0             | 40    | 8     | 0,20    |
| Atlético Bucaramanga · Colombia     | 2ª                  | 2014                | 34    | 14    | 7     | 2     | -             | -             | 41    | 16    | 0,39    |
| Atlético Bucaramanga · Colombia     | Total               | Total               | 34    | 14    | 7     | 2     | 0             | 0             | 41    | 16    | 0,39    |
| Patriotas Boyacá · Colombia         | 1ª                  | 2014                | 8     | 0     | 5     | 2     | -             | -             | 13    | 2     | 0,15    |
| Patriotas Boyacá · Colombia         | Total               | Total               | 8     | 0     | 5     | 2     | 0             | 0             | 13    | 2     | 0,15    |
| Nacional Potosí · Bolivia           | 1ª                  | 2015-16             | 42    | 17    | -     | -     | -             | -             | 42    | 17    | 0,40    |
| Al-Shamal Catar                     | 2ª                  | 2016                | 10    | 8     | -     | -     | -             | -             | 10    | 8     | 0,80    |
| Al-Shamal Catar                     | Total               | Total               | 10    | 8     | 0     | 0     | 0             | 0             | 10    | 8     | 0,80    |
| Carabobo · Venezuela                | 1ª                  | 2017                | 38    | 20    | 4     | 2     | -             | -             | 42    | 22    | 0,52    |
| Carabobo · Venezuela                | 1ª                  | 2018                | 27    | 12    | -     | -     | 2             | 0             | 29    | 12    | 0,66    |
| Carabobo · Venezuela                | Total               | Total               | 65    | 32    | 4     | 2     | 2             | 0             | 69    | 34    | 0,58    |
| Ittihad Kalba · EAU                 | 1ª                  | 2018-19             | 25    | 7     | 3     | 0     | -             | -             | 28    | 7     | 0,28    |
| Ittihad Kalba · EAU                 | Total               | Total               | 25    | 7     | 3     | 0     | 0             | 0             | 28    | 7     | 0,28    |
| Emirates Club · EAU                 | 2ª                  | 2019-20             | 14    | 7     | -     | -     | -             | -             | 14    | 7     | 0,50    |
| Emirates Club · EAU                 | Total               | Total               | 14    | 7     | 0     | 0     | 0             | 0             | 14    | 7     | 0,50    |
| Atlético Venezuela · Venezuela      | 1ª                  | 2021                | 22    | 11    | 0     | 0     | 0             | 0             | 22    | 11    | 0,50    |
| Atlético Venezuela · Venezuela      | Total               | Total               | 22    | 11    | 0     | 0     | 0             | 0             | 22    | 11    | 0,50    |
| Nacional Potosí · Bolivia           | 1ª                  | 2022                | 35    | 22    | -     | -     | -             | -             | 35    | 22    | 0,33    |
| Nacional Potosí · Bolivia           | 1ª                  | 2023                | 30    | 21    | 9     | 2     | 2             | 0             | 41    | 23    | 0,56    |
| Nacional Potosí · Bolivia           | Total               | Total               | 107   | 60    | 9     | 2     | 2             | 0             | 118   | 62    | 0,52    |
| Universitario de Vinto · Bolivia    | 1ª                  | 2024                | 40    | 19    | -     | -     | 1             | 0             | 41    | 19    | 0,46    |
| Universitario de Vinto · Bolivia    | 1ª                  | 2025                | 8     | 2     | 1     | 0     | 1             | 0             | 10    | 2     | 0,2     |
| Universitario de Vinto · Bolivia    | Total               | Total               | 48    | 21    | 1     | 0     | 2             | 0             | 51    | 21    | 0,45    |
| Total en su carrera                 | Total en su carrera | Total en su carrera | 365   | 132   | 46    | 11    | 4             | 0             | 402   | 144   | 0,35    |

## Palmarés

### Distinciones individuales
| Distinción                                              | Año                |
| ------------------------------------------------------- | ------------------ |
| Goleador del Torneo Apertura de la Primera B (11 goles) | 2011               |
| Goleador histórico del Nacional Potosí (62 goles)       | Vigente desde 2023 |